# Casal Velino
Casal Velino é uma comuna italiana da região da Campania, província de Salerno, com cerca de 4578 habitantes. Estende-se por uma área de 31 km², tendo uma densidade populacional de 148 hab/km². Faz fronteira com Ascea, Castelnuovo Cilento, Omignano, Pollica, Salento, Stella Cilento.

## Demografia
| Variação demográfica do município entre 1861 e 2011                               |
|                                                                                   |
| Fonte: Istituto Nazionale di Statistica (ISTAT) - Elaboração gráfica da Wikipedia |